# Ready for Boarding
Ready for Boarding  (с англ. — «Готов к абордажу») — первый концертный альбом немецкой метал-группы Running Wild, выпущенный западногерманским лейблом Noise Records 22 февраля 1988 года с фрагментами выступлений в Бохуме и Мюнхене в ноябре 1987 года.

## Об альбоме
В мае 1987 года состав группы был укомплектован новыми музыкантами: басистом Йенсом Беккером и барабанщиком Штефаном Шварцманном. Осенью реформированный Running Wild отправляется в европейское турне под названием Ready for Boarding (эти слова звучат в начале альбома «Under Jolly Roger», предваряя одноимённую песню). Альбом, получивший то же название, представляет собой компиляцию концертных выступлений, записанных 2 ноября в Бохуме и 9 ноября 1987 года в Мюнхене.

## Песни
- Преимущественно звучат композиции с альбомов «Gates to Purgatory» (4 песни) и «Under Jolly Roger» (3 песни). С альбома «Branded and Exiled» взята только песня Mordor.
- Инструментальное вступление «Hymn of Long John Silver» («Гимн долговязого Джона Сильвера») звучит только на этом альбоме
- Написанная Рольфом Каспареком песня «Purgatory» («Чистилище») не выходила ни на одном студийном альбоме группы.

## Список композиций
1. "Hymn of Long John Silver" — 2:36
2. "Under Jolly Roger" — 4:17
3. "Genghis Khan" — 4:15
4. "Raise Your Fist" — 5:16
5. "Purgatory" — 5:35
6. "Mordor" — 4:24
7. "Diabolic Force" — 4:38
8. "Raw Ride" — 4:38
9. "Adrian (S.O.S.)" — 2:35
10. "Prisoner of Our Time" — 4:34

## Участники записи
- Рольф Каспарек — гитара, вокал
- Майк Моти — соло-гитара
- Йенс Беккер — бас-гитара
- Штефан Шварцманн — ударные